# 罗伯特·佩雷多
罗伯特·“可可”·佩雷多·莱格（英語：Roberto “Coco” Peredo Leigue，1938年5月23日—1967年9月26日），玻利维亚共产党，玻利维亚尼阿卡瓦苏游击队领导人阿尔瓦罗·佩雷多的弟弟。1967年在战斗中阵亡。